# Desmanthodium
Desmanthodium  Benth., 1872 è un genere di piante spermatofite dicotiledoni appartenenti alla famiglia delle Asteraceae. È l'unico genere della sottotribù Desmanthodiinae Benth., 1873.

## Etimologia
Il nome scientifico del genere è stato definito per la prima volta dal botanico inglese George Bentham (1800-1884) nella pubblicazione "Hooker's Icones Plantarum; or Figures, with brief Descriptive Characters and Remarks of New or Rare Plants (12: t. 1116)" del 1872, mentre il nome scientifico della sottotribù è stato definito dal botanico americano Harold Ernest Robinson (1932-) nella pubblicazione "Phytologia; Designed to Expedite Botanical Publication. New York (4(1): 40)" del 1978.

## Descrizione
Le specie di questo genere sono erbe perenni, arbusti o alberi.
Le foglie lungo il caule sono disposte in modo opposto. La lamina ha un contorno da ovato a lanceolato con superfici trinervate o pentanervate. In alcuni casi la lamina è perfogliata. I bordi possono essere debolmente dentati.
I capolini discoidi sono raggruppati in glomeruli. I glomeruli normalmente sono formati da tre o più capolini. Una infiorescenza completa è formata da più glomeruli di capolini in varie fasi di sviluppo e con forme corimbose o panicolate. Ogni glomerulo di capolini è sotteso da brattee verdi orlate di bianco o rosa.  I capolini sono formati da un involucro a forma da cilindrica a campanulata composto da diverse squame (o brattee) al cui interno un ricettacolo da debolmente a fortemente convesso, per lo più privo di pagliette, fa da base ai fiori di due tipi: quelli esterni del raggio e quelli più interni del disco.
Formula fiorale: per queste piante viene indicata la seguente formula fiorale:
* K 0/5, C (5), A (5), G (2), infero, achenio
I fiori sono tetraciclici (a cinque verticilli: calice – corolla – androceo – gineceo) e pentameri (ogni verticillo ha 5 elementi). I fiori tubulari (o fiori del raggio) sono normalmente uno per glomerulo, con gole molto corte ridotte ad un anello e con corolle colorate di bianco. I fiori del disco sono funzionalmente maschili, anche questi con corolle bianche. Il calice è ridotto ad una coroncina di squame.
L'androceo è formato da 5 stami con filamenti liberi e antere saldate in un manicotto circondante lo stilo.  Le antere sono ialine, con appendici corte e arrotondate.
Il gineceo ha un ovario uniloculare infero formato da due carpelli..  Lo stilo dei fiori del disco è penicillato e indiviso, quello dei fiori tubulari di grandi dimensioni ha dei bracci lanceolati.
I frutti sono degli acheni senza pappo. L'achenio ha una forma da fusiforme a ovale, è colorato di nero, è glabro, ed è racchiuso nel periginio.

## Biologia
- Impollinazione: l'impollinazione avviene tramite insetti (impollinazione entomogama).
- Riproduzione: la fecondazione avviene fondamentalmente tramite l'impollinazione dei fiori (vedi sopra).
- Dispersione: i semi cadendo a terra sono successivamente dispersi soprattutto da insetti tipo formiche (disseminazione mirmecoria).

## Distribuzione e habitat
Le specie di questo genere sono distribuite in Messico, in America Centrale e nella parte settentrionale dell'America del Sud.

## Tassonomia
La famiglia di appartenenza del genere (Asteraceae o Compositae, nomen conservandum) è la più numerosa del mondo vegetale, comprende oltre 23000 specie distribuite su 1535 generi (22750 specie e 1530 generi secondo altre fonti). La sottofamiglia Asteroideae è una delle 12 sottofamiglie nella quale è stata suddivisa la famiglia Asteraceae, mentre Millerieae è una delle 21 tribù della sottofamiglia. La tribù Millerieae a sua volta è suddivisa in 8 sottotribù (Desmanthodiinae è una di queste). Il genere Desmanthodium è formato da 8 specie qui sotto elencate:

- Desmanthodium blepharopodum S.F.Blake
- Desmanthodium fruticosum  Greenm.
- Desmanthodium guatemalense  Hemsl.	
- Desmanthodium hintoniorum  B.L.Turner
- Desmanthodium lanceolatum  Greenm.
- Desmanthodium ovatum  Benth.
- Desmanthodium perfoliatum  Benth.
- Desmanthodium tomentosum  Brandegee

Il numero cromosomico delle specie di questo genere è: 2n = 34, 36.

### Filogenesi
La posizione tassonomica di questo genere tradizionalmente è descritta all'interno della sottotribù Milleriinae Benth. (tribù Heliantheae Cass.), prima ancora era descritta sempre nella tribù Heliantheae, ma all'interno della sottotribù Desmathodiinae. Recenti studi di tipo filogenetico sul DNA hanno riposizionato il genere all'interno della sottotribù Desmanthodiinae Benth. (tribù Millerieae Lindl.).